# Arin Ilejay
Richard Arin Ilejay (Ventura, 17 de febrero de 1988) es un músico estadounidense. Fue conocido por ser el baterista de la banda de heavy metal, Avenged Sevenfold, convirtiéndose en miembro oficial de la misma en 2013 después de haber participado por temporadas e ir de gira con ésta desde 2011, tras su salida en 2015. Actualmente forma parte de la banda Islander, como baterista temporal para la gira, así como alguna vez lo fue Mike Portnoy para Avenged Sevenfold, antes de la llegada de Ilejay. También es exbaterista de la banda estadounidense de metalcore Confide.

## Primeros años
Richard Arin Ilejay, nació en Ventura, California a sus padres Ric Ilejay, estadounidense, de ascendencia filipina y mexicana, y Charlotte Tuttle, también estadounidense, de ascendencia holandesa y alemana. Los padres de Arin tienen raíces musicales. El padre de Arin toca la guitarra  profesionalmente y su madre es cantante de gospel.
Arin empezó a tocar la batería a los nueve años. Aprendió funk, jazz, rock y jazz latino a temprana edad con su padre. El tocar con bandas Top 40,  bandas de jazz/rock y con su amigo Aaron Hertzfeld en bandas de rock le enseñó a ser versátil. El único entrenamiento formal de Arin fue en la Escuela Superior de Drumline Palmdale.
Arin Ilejay tiene pocos tatuajes entres lo que se encuentran en el brazo derecho un árbol cuyas raíces son un corazón y un texto, en el antebrazo izquierdo la cara de un lobo, una rosa, una pluma y en la mano una frase junto con la letra "K" en el dedo anular.

## Avenged Sevenfold
En enero de 2011, Avenged Sevenfold publicó la siguiente declaración con respecto a la relación de Ilejay con la banda:
"Conversamos recientemente con varios amigos que conocían a Jimmy y su estilo, y que también conocían nuestra música y cada una de nuestras personalidades para sugerirnos bateristas que fueran de gira con nosotros a partir de este año. Nuestro antiguo técnico de percusiones Mike Fasano recomendó a Arin Ilejay. Hemos ensayado con Arin y hemos quedado impresionados con su capacidad técnica, actitud y ética de trabajo. Estamos muy emocionados por irnos de gira con Arin y esperamos que todos ustedes le den la bienvenida a nuestra familia."
Ilejay reemplazó al exbaterista de Dream Theater, Mike Portnoy, quien asumió temporalmente después de la muerte del baterista original de Avenged Sevenfold, James "The Rev" Sullivan el 28 de diciembre de 2009. Participó en dos sencillos lanzados posteriormente por la banda: "Not Ready to Die", el cual aparece en Call of Duty: Black Ops Zombie (mapa "Call of the Dead"), y "Carry On", que fue presentado en la continuación de Call of Duty: Black Ops II.
El 9 de agosto de 2013, Ilejay tocó en su primer concierto como un miembro oficial de Avenged Sevenfold en Mashantuckt, CT en el casino Foxwoods, antes del lanzamiento de su primer álbum con la banda, Hail to the King, lanzado el 27 de agosto de 2013.
Arin solamente tiene un premio oficial, el 24 de abril de 2014 recibió el premio de Revolver Golden Gods al mejor batería.
El 23 de julio de 2015 la banda anuncia la retirada de Ilejay, anunciando que "...creativamente necesitan ir en una dirección diferente..."

## Islander
El 8 de noviembre de 2015, la banda publicó en su cuenta oficial de Facebook un comunicado junto con una foto donde aparecía Ilejay, la banda anunciaba que estaban listos para el tour del mes de diciembre, Ilejay Tocara con la banda hasta que esta publique alguna otra noticia sobre su futuro.
En agosto de 2016 lanzó con la banda su segundo disco de estudio llamado POWER UNDER CONTROL, con lo que confirma su integración a tiempo completo en la banda.

## Vida personal
Ilejay se casó en agosto de 2013, con  Kimberley Andrade. Ilejay practica el cristianismo.

## Discografía

### Con Confide
- Shout the Truth (2008)

### ConAvenged Sevenfold
- Hail To The King (2013)
- Black Reign (2018, EP)

### Con Islander
- Power Under Control (2016)

## Equipo

### Equipo
- bass 22x18
- tom de aire  10x8
- tom de aire 12x9
- tom de aire  13x10
- tom de aire 14x11
- tom de piso 16x16
- tom de piso 18x16
- Redoblante 14x6.5
- bass 22x18
- Zildjian
- 14" A Custom Mastersound HiHat Bottom x2 (HiHat setup)
- 10" FX Trashformer
- 12" FX Oriental China "Trash"
- 19" A Custom Projection Crash x2
- 20" A Custom Crash x2
- 19" A Ultra Hammered China
- 20" A Custom China
- 20" A Custom EFX
- 22" A Custom Ride x2
- 18" A Custom Crash (stack)

### Parches de tambor Remo
-14 'Coated Controlled Sound X (Redoblante) -10' Clear Controlled Sound X (Timbales) -12 'Clear Controlled Sound X (Timbales) -13' Clear Controlled Sound X (Timbales) -14 'Clear Controlled Sound X (Toms) -16 'Clear Controlled Sound X ( Timbales de pie) -18' Clear Sound controlada X (Timbales de pie) -22 'Clear 3/Powerstroke Powerstroke 4 (Tambores Bass)

### Baquetas
-ProMark 5B Natural Wood Tip

## Reconocimientos
- Mejor Baterista en Los Premios Revolver Golden Gods 2014